# Uglješa Radinović
Uglješa Radinović (Kirin Serbia: Угљеша Радиновић; sinh 25 tháng 8 năm 1993) là một tiền vệ bóng đá Serbia hiện tại thi đấu cho Bačka Bačka Palanka ở Serbian SuperLiga.